# Opouteke (rivière)

La rivière Opouteke  (en anglais : Opouteke River et dans son cours supérieur appelée Opouteke Stream) est un cours d’eau  de la région du  Northland dans l’Île du Nord de la Nouvelle-Zélande.

## Géographie
Elle s’écoule vers l’est, atteignant la rivière Mangakahia à 30 kilomètres au nord de la ville de Dargaville.